# 加藤雅子
加藤 雅子（かとう まさこ、1965年8月6日 - ）は、東京都品川区出身のフィギュアスケート選手。1984年サラエボオリンピック女子シングル日本代表。明治大学卒。コーチは1983年まで佐藤信夫。その後は引退まで森山繁夫。

## スケート人生
3歳のとき、兄とスケート場に行ったのきっかけにスケートを始めた。1970年代以来、日本では1972年札幌オリンピックによるフィギュアスケート熱が高まっていた。渡部絵美が1979年の世界選手権でメダルをとる等の結果を修めた後1980年に引退、その後継者探しに関係者は懸命だった。そのさなか加藤が高いジャンプと確実な基礎技術を売り物として1977年全日本選手権にデビュー、脚光を浴びた。15歳の加藤は1981年のハートフォード世界選手権の代表選考会を兼ねていた1980年12月の全日本選手権では4位と振るわなかった。しかし、日本スケート連盟は加藤の将来性を買い、2位の吉田万里子や5位の薬師蓉子の代わりに加藤を優勝者小林れい子と共に世界選手権へ送るという前代未聞の動きを見せた（3位の伊藤みどりは当時10歳でシニアの世界選手権の出場権なし）。しかし、加藤は世界選手権でミスを連発し21位と惨敗した。
1984年サラエボオリンピック代表選考会だった1984年1月の全日本選手権では、規定3位、ショート2位、フリー6位という試合結果であったが、総合優勝を果たしてサラエボ五輪への出場権を獲得。1984年2月のサラエボ五輪では総合19位であった。
1985年3月の東京で開催された世界選手権には伊藤みどりと共に出場。しかし伊藤が試合直前に足の骨折で急遽欠場したため、日本女子の出場は加藤一人となり総合18位という結果だった。
その後、思春期を迎えると共にジャンプの正確さを失い、大舞台では好成績を収めることが出来なかった。また複数のトリプルジャンプを武器とする伊藤を初め、結城幸枝や小沢樹里などの有力新人が台頭してくる中、1988年のカルガリーオリンピック代表選考会だった全日本選手権では4位となり、その後6月に現役引退を表明した。

## 主な戦績
| 大会/年            | 76-77 | 77-78 | 78-79 | 79-80 | 80-81 | 81-82 | 82-83 | 83-84 | 84-85 | 85-86 | 86-87 | 87-88 |
| ------------------ | ----- | ----- | ----- | ----- | ----- | ----- | ----- | ----- | ----- | ----- | ----- | ----- |
| オリンピック       |       |       |       |       |       |       |       | 19    |       |       |       |       |
| 世界選手権         |       |       |       |       | 21    |       |       |       | 18    |       |       |       |
| NHK杯              |       |       |       | 8     |       | 13    |       |       | 8     | 8     |       |       |
| アジア冬季競技大会 |       |       |       |       |       |       |       |       |       | 2     |       |       |
| 全日本選手権       |       |       |       |       | 4     | 2     | 4     | 1     | 2     | 4     | 2     | 4     |
| 世界Jr.選手権      |       |       |       | 12    |       |       |       |       |       |       |       |       |
| 全日本Jr.選手権    | 3     |       |       |       |       |       |       |       |       |       |       |       |